# هشام خليل شرابي
هشام خليل شرابي (مواليد 30 مارس 1993) هو عداء وقفاز بالزانة جزائري وصاحب الرقم القياسي الجزائري في القفز بالزانة بارتفاع 5.50 متر. في يونيو 2015 حطم هشام الرقم القياسي الجزائري (5.34 متر) الذي حققه لخضر رحال في عام 1979.

## المنافسات الدولية
| العام | المسابقة               | المكان                    | المركز | حدث           | ملاحظة   |
| ----- | ---------------------- | ------------------------- | ------ | ------------- | -------- |
| 2014  | بطولة أفريقيا          | مراكش، المغرب             | الرابع | القفز بالزانة | 4.90 متر |
| 2015  | البطولة العربية        | مدينة عيسى، البحرين       | الثالث | القفز بالزانة | 4.80 متر |
| 2015  | الألعاب الأفريقية      | برازافيل، جمهورية الكونغو | الأول  | القفز بالزانة | 5.25 متر |
| 2016  | بطولة أفريقيا          | ديربان، جنوب أفريقيا      | الأول  | القفز بالزانة | 5.30 متر |
| 2017  | ألعاب التضامن الإسلامي | باكو                      | الثالث | القفز بالزانة | 5.25 متر |

## وصلات خارجية
- هشام خليل شرابي على موقع الاتحاد الدولي لألعاب القوى (الإنجليزية)

- هشام خليل شرابي على موقع الاتحاد الدولي لألعاب القوى